# 克里斯蒂安·京特
克里斯蒂安·京特（德語：Christian Günter；1993年2月28日—）是德國的一位足球運動員，在場上司職左後衛。他現在效力於德甲球隊弗賴堡足球俱樂部。

## 國家隊生涯
2021年5月19日，京特被列入德國隊26人陣容，參加2020年歐洲國家盃。